# Queyssac
Queyssac é uma comuna francesa na região administrativa da Nova Aquitânia, no departamento Dordonha. Estende-se por uma área de 12,19 km². Em 2010 a comuna tinha 479 habitantes (densidade: 39,3 hab./km²).